# フィル・ヒッカーソン
フィル・ヒッカーソン（Phil Hickerson、1946年10月4日 - ）は、アメリカ合衆国の元プロレスラー。テネシー州ジャクソン出身。
アンコ型の巨体に禿頭と髭面のコミカルな中堅ヒールとして、地元テネシーの各プロモーション（NWAミッドアメリカ、CWA、USWA）を主戦場に活動した。

## 来歴
プロレスラーになる前は自動車修理工として働く一方、暴走族のメンバーでもあったという。1970年にテネシーのNWAミッドアメリカ地区にてデビュー後、1975年よりデニス・コンドリーとのバイセンテニアル・キングス（The Bicentennial Kings）なるタッグチームで活動。以降1979年にかけて、ジェリー・ローラー＆ジャッキー・ファーゴ、トミー・リッチ＆ビル・ダンディー、リッキー・ギブソン&ロバート・ギブソン、ワイルド・サモアンズなどのチームを相手に、同地区およびジェリー・ジャレット主宰の新団体CWAのタッグ王座を再三争った。
コンドリーとのコンビ解散後、しばらくリングを離れていたが、1984年よりCWAに再登場。1985年下期にはテリー・テイラーやモンゴリアン・ストンパーを破り、CWAインターナショナル・ヘビー級王座を3回獲得している。1986年はジョー・ルダックやジャイアント・ヒルビリーとのタッグなどで活動した。1988年11月には、クラッシャー・ブラックウェルのパートナーとして全日本プロレスの世界最強タッグ決定リーグ戦に来日。スタン・ハンセン&テリー・ゴディ、ジャンボ鶴田&谷津嘉章、ジャイアント馬場&ラッシャー木村、天龍源一郎&川田利明、アブドーラ・ザ・ブッチャー&タイガー・ジェット・シンなどのチームと対戦したが、無得点の戦績で終わった。
日本遠征から帰国後の1989年1月、CWAにてトージョー・ヤマモトをマネージャーに迎え、スキンヘッドにマーシャルアーツのパンタロンをコスチュームとしたP・Y・チューハイ（P.Y. Chu Hi）なる日系人ギミックのキャラクターに変身。ジェリー・ローラーをはじめ、ケリー・フォン・エリック、ジェフ・ジャレット、リッキー・モートン、エイドリアン・ストリート、ブライアン・リー、トレイシー・スマザーズ、スコット・スタイナーなどと対戦し、当時マスター・オブ・ペインと名乗っていた若手時代のマーク・キャラウェイや、新日本プロレスから海外武者修行に出ていたショーグン・マサムネこと橋本真也ともタッグを組んだ。
CWAの後継団体USWAにも継続参戦したが、1991年にセミリタイア。以降は1995年にメンフィスのミッドサウス・コロシアムでのUSWAの興行に単発出場していた。同年、ファーゴ、ルダック、エディ・ギルバートらと共に、"Memphis Wrestling Hall of Fame" に迎えられている。引退後は自動車のセールスマンに転じ、地元ジャクソンのラジオ局にてカントリー・ミュージックのDJも務めていた。

## 得意技
- ボディ・プレス
- エルボー・ドロップ
- レッグ・ドロップ

## 獲得タイトル
NWAミッドアメリカ / コンチネンタル・レスリング・アソシエーション
- CWAヘビー級王座：1回[12]
- CWAインターナショナル・ヘビー級王座：3回[6]
- NWAミッドアメリカ・タッグ王座：2回（w / デニス・コンドリー）[13]
- NWA USタッグ王座（ミッドアメリカ版）：5回（w / デニス・コンドリー）[4]
- NWA南部タッグ王座（ミッドアメリカ版）/ AWA南部タッグ王座：12回（w / アル・グリーン×2、デニス・コンドリー×8、ザ・スポイラー×2）[5]
- NWA6人タッグ王座（ミッドアメリカ版）：1回（w / デニス・コンドリー&アル・グリーン）[14]

サウスイースタン・チャンピオンシップ・レスリング
- NWAサウスイースタン・タッグ王座：4回（w / デニス・コンドリー）[15]

ワールド・クラス・チャンピオンシップ・レスリング
- WCWAテキサス・ヘビー級王座：1回[16]